# Fator de Smoluchowski
O fator de Smoluchowski, também conhecido como fator f de von Smoluchowski é relacionado às interações interpartículas, como no movimento browniano.